# Trilby
 For alternative betydninger, se Trilby (flertydig). (Se også artikler, som begynder med Trilby)
En trilby-hat (eller bare en trilby) er smalskygget hat. Den traditionelle hattemager James Lock & Co. i London beskriver en trilby som at have en "smallere skygge der er bøjet ned foran og vendt lidt op bagved" sammenlignet med fedoraens "bredere skygge, der er mere flad". Trilbyen har normalt også en lidt lavere hattepuld end fedoraen.
Tidligere blev hattetypen set som de riges foretrukne hat, og den kaldes nogle gange for en "brown trilby" i Storbritannien, og den blev ofte set ved hestevæddeløb.
Navnet kommer fra et teaterstykke baseret på George du Mauriers novelle fra 1894 "Trilby". En hat af denne type blev brugt i stykket i London. Trilbyen har været et symbol for elegance og klasse og har ofte været forbundet med jazz- og soulmusikere.
Hatten blev også brugt af inspektør Clouseau i Peter Sellers' Pink Panther-film.

## Berømte Trilby-brugere
- Neal Caffrey, White collar
- Yahtzee Croshaw, spilanmelder
- Justin Timberlake, sanger
- Michael Jackson, sanger
- Pete Doherty, sanger
- Mark Owen sanger
- The Blues Brothers, sangere
- Humphrey Bogart, skuespiller
- Johnny Depp, skuespiller
- James Bond, fiktiv karakter (i Dr. No og Diamonds Are Forever)
- Al Capone, gangster
- Freddy Krueger, fiktiv karakter
- Kojak, fiktiv karakter
- Inspector Gadget, fiktiv karakter[3]